# Pattersonville-Rotterdam Junction
Pattersonville-Rotterdam Junction es una localidad situada en el municipio de Rotterdam, en el condado de Schenectady, estado de Nueva York, Estados Unidos. Fue un lugar designado por el censo (census-designated place, CDP) hasta su disolución previa al censo de 2010.

## Geografía
La localidad está ubicada en las coordenadas 42°52′44″N 74°03′32″O / 42.87889, -74.05889 (42.878941, -74.058756).